# Statik KXNG
Statik KXNG è l'album eponimo del duo Statik KXNG formato dal produttore hip hop statunitense Statik Selektah e dal rapper KXNG CROOKED, pubblicato nel 2015.
| Recensione | Giudizio |
| ---------- | -------- |
| RapReviews | [ 2 ]    |
| Exclaim!   | [ 3 ]    |
| HipHopDX   | [ 4 ]    |

## Tracce
1. I Hear Voices – 3:24
2. Magic & Bird – 2:11
3. Lost a Fan – 3:18
4. Everybody Know – 3:18
5. Dead or in Jail – 4:43
6. Stop Playing – 4:07
7. Good Gone Bad – 3:08
8. Let's Go (featuring Termanology) – 3:53
9. Bitch Got Me Fucked Up – 2:50
10. Brand New Shit – 2:52

## Classifiche
| Classifica (2016)         | Posizione massima |
| ------------------------- | ----------------- |
| US Independent Albums     | 23                |
| US Top Rap Albums         | 21                |
| US Top R&B/Hip-Hop Albums | 35                |